# Сульфадиазин натрий
Сульфадиазин натрий — Сульфаниламидный препарат средней продолжительности действия.

## Фармакологические свойства
Обладает активностью по отношению к грамположительным и грамотрицательным микроорганизмам — стрептококкам, менингококкам, гонококкам, пневмококкам, кишечной палочке, протозойным инфекциям. Действует бактериостатически, является конкурентным антагонистом пара-аминобензойной кислоты (и захватывается микробной клеткой), конкурентный ингибиторы дигидроптероатсинтетазы, приводит к нарушению синтеза тетрагидрофолиевой кислоты, необходимой для синтеза пуринов и пиримидинов.

## Показания к применению
Инфекции мочевых путей, токсоплазмоз, трахома.

## Способ применения и дозы
Таблетки: насыщающая доза (однократно) — 2—4 г, затем в течение 1—2 дней — по 1 г каждые 4 ч, далее по 1 г каждые 6—8 ч.

## Противопоказания
Повышенная чувствительность к препарату, почечная недостаточность, лейкопения, нейтропения, беременность. Не применяется у детей до 3-х месяцев.

## Форма выпуска
Таблетки по 0,5, мазь